# Стенєвець
Стенєвець (хорв. Stenjevec) — міська самоврядна одиниця столиці Хорватії Загреба. Набув статусу міського району (хорв. gradska četvrt) 14 грудня 1999 згідно зі Статутом міста Загреба в рамках самоорганізації міста. Має районний орган самоврядування — виборну раду, на чолі якої стоїть голова. У лютому 2009 в районі створено 6 місцевих комітетів (одиниць місцевого самоврядування).
За даними перепису 2011, район налічував 51 390 жителів.
Район знаходиться в західній частині Загреба, на північ від Сави і на південь від залізничної лінії Загреб—Любляна. Через район проходить Загребський і Люблянський проспекти.

## Історія
1857 року на території теперішнього міського району Стенєвець існували два поселення: Стенєвець із 84 жителями i Шпанско зі 111, а вже 1931 року Стенєвець налічував 362 мешканці, a у Шпанско проживало 384 людей.

## Місцевості Стенєвця
- Врапче-юг
- Кустошія
- Малешниця
- Матія Губець
- Стенєвець
- Шестине
- Шпанско
- Янкомир